# لودویگ ویلهلمی
لودویگ ویلهلمی (آلمانی: Ludwig Wilhelmy؛ ۲۵ دسامبر ۱۸۱۲ – ۱۸۶۴) یک شیمی‌دان اهل آلمان بود.